# Josep Ignasi Dalmau i de Baquer
Josep Ignasi Dalmau i de Baquer (la Seu d'Urgell, 28 de març de 1804 - Barcelona, 13 de novembre de 1878) fou un advocat i polític català, germà de l'historiador Lluís Dalmau i de Baquer. Era nebot del bisbe d'Urgell Simó de Guardiola i Hortoneda.
Llicenciat i Doctorat en dret, fou alcalde de la Seu d'Urgell en 1827. En esclatar la Primera Guerra Carlina s'uní als carlins i el 1839 fou secretari interí de la Junta Superior Governativa del Principat de Catalunya. A causa de l'empresonament del comte d'Espanya fou empresonat per Ramon Cabrera, però acabà la guerra abans que el jutgessin. Era cunyat de Manuel Fiter de Roca, tercer major contribuent de la Seu d'Urgell amb 51 jornals. La seva dona, Magdalena Fiter, era presidenta de la conferència de Senyores de Sant Vicenç de Paül de la Seu d'Urgell, institució creada pel bisbe Caixal en 1854 per lluitar contra l'epidèmia del còlera. Un nebot seu, Lluís Ignasi Fiter i Cava fou director de la Congregació Mariana de Barcelona de 1886 a 1902.
Fou elegit diputat carlí per la Seu d'Urgell a les eleccions generals espanyoles de 1871, amb 2.911 vots d'un total de 6.622 votants (43,96%), per davant dels 2.015 vots del ministerial Antoni Zulueta (30,43%) i dels 1.696 de Nicolau Salmerón (25,61%). Va morir a Barcelona el 13 de novembre de 1878.